# Эдмонтон Дриллерз
Эдмонтон Дриллерз — бывшая команда из Североамериканской футбольной лиги, которая существовала с 1979 по 1982 год и играла как в классический футбол, так и в шоубол. Команда была перевезена в Эдмонтон местным предпринимателем и владельцем «Эдмонтон Ойлерз», Питером Поклингтоном. Он сделал это, будучи впечатлённым успехом команды «Эдмонтон Блэк Голд» Брайана Райса. До переезда в Эдмонтон команда была известна как «Окленд Стомперс», «Хартфорд Байсентенниалс» и «Коннектикут Байсентенниалс».

## История
Генеральным менеджером «Дриллерз» на протяжении всего их существования был Джо Патрон. В первые два года существования «Дриллерз» их тренировал Ханс Край, который привёл с собой в клуб ряд игроков из Нидерландов. После Края в 1981 году тренером стал Тимо Лиекоски, последним временным тренером команды был сам Патрон, он был у руля клуба до его расформирования в 1982 году.
В классическом футболе «Дриллерз» проводили свои домашние игры на Стадионе Содружества, но сокращение числа болельщиков в течение последнего года вынудило команду перейти на гораздо старший и меньший стадион «Кларк», это привело к ещё большему снижению числа болельщиков. Свои два сезона в шоуболе «Дриллерз» сыграли на «Рексал Плэйс». Для футбольной команды был характерен сильный оборонительный стиль игры, однако шоубольная команда играла в атакующий футбол. Посещаемость футбольных матчей значительно варьировалась от 10000 на ранних этапах существования клуба до 4000 за игру в 1982 году. Шоубольные игры, в свою очередь, имели посещаемость в диапазоне от 5000 до 7000 болельщиков за игру в 1981—1982 годы.
«Дриллерз» на выезде обыграли «Чикаго Стинг» со счётом 5:4 перед 16257 болельщиками и выиграли шоубольный чемпионат NASL 1981.

### Факторы, приведшие к расформированию
В 1982 году, как и в случае с другими клубами NASL, затраты на содержание «Дриллерз» резко возросли. В случае с эдмонтонской командой, в частности, к расформированию команды привёл ряд факторов. Во-первых, слабая поддержка со стороны местных средств массовой информации. Во-вторых, трудности, вытекавшие из сговора владельцев «Рексал Плэйс» и Стадиона Содружества, негативно отразившиеся на посещаемости. В-третьих, как признался Джон Колберт, бизнес-менеджер «Дриллерз» в 1982 году, у клуба была провальная бизнес-стратегия, которая состояла в покупке дорогих легионеров, вместо более дешёвых местных талантов.